# Steeg
Steeg è un comune austriaco di 669 abitanti nel distretto di Reutte, in Tirolo.